# Pabellón Rojo
Pabellón Rojo (en inglés: Red Ensign) es la denominación común que recibe el pabellón civil del Reino Unido. Es uno de los pabellones británicos y se usa simple o desfigurada con una insignia o una carga, principalmente en la mitad al batiente. 
Es la bandera que enarbolan los barcos mercantes o de pasajeros británicos desde 1707. Antes de 1707, la Marina Real inglesa y la Marina Real escocesa ondeaban una bandera roja inglesa y una bandera roja escocesa, respectivamente. Se desconoce la fecha exacta de la primera aparición de estas primeras insignias rojas, pero los recibos de pago supervivientes indican que la marina inglesa estaba pagando para que se cosieran dichas banderas en la década de 1620. 
Es una bandera roja, de proporciones 1:2, con la Union Jack en el cantón.

## Historia

### Inglaterra (pre-1707)

Pabellón Rojo utilizado en el y hasta 1707.

Antes de la reorganización de la Royal Navy en 1864, la insignia roja simple había sido la insignia de uno de los tres escuadrones de la Marina Real, el Escuadrón Rojo, ya en 1558. En 1620, la insignia roja simple comenzó a aparecer con el cruz de San Jorge en el cantón superior izquierdo.
La colonia de la bahía de Massachusetts utilizó la enseña roja desde su fundación; Después de un sermón de Roger Williams en 1636, equiparando las cruces con el papado, el gobernador John Endecott ordenó que se retirara la cruz de San Jorge de la bandera. El Gran Tribunal General de la colonia determinó que Endecott había "excedido los límites de su vocación" y, sin embargo, dejó la bandera sin su cruz durante varias décadas después.
En 1674, una Proclamación Real del rey Carlos II (1630-1685, reinó entre 1660 y 1685) confirmó que el Pabellón Rojo era la bandera apropiada que debían llevar los barcos mercantes ingleses. La redacción de la proclamación de 1674 indica que la bandera era utilizada habitualmente por los mercantes ingleses antes de esa fecha. En ese momento, el alférez exhibía la cruz de San Jorge en el cantón. Esto cambió en 1864, cuando una orden del consejo dispuso que el Pabellón Rojo se asignara a los mercantes.

### Escocia (pre-1707)

Pabellón Rojo utilizado por la armada escocesa antes de su inclusión en la Marina Real Británica.

Es probable que los escoceses adoptaran la cruz como pabellón nacional en un período muy temprano, pero no parece haber evidencia directa de esto antes del siglo XIV. Los primeros registros escoceses se perdieron en el mar en el barco que fue enviado para devolverlos a ese país, de donde se los había llevado, con la "Piedra del Destino", por el rey Eduardo I (1239-1307, reinó entre 1272 y 1307). Antes de 1707, el Scottish Red Ensign ondeaba en barcos de la Marina Real Escocesa, con un saltire en el cantón.
El Pabellón escoces ha sido utilizado extraoficialmente por muchos barcos escoceses durante varios años. En 2015, el capitan de corbeta George Mackenzie RNR lanzó un movimiento para que se reconociera oficialmente la bandera escocesa, sobre la base de que la Ley de Marina Mercante de 1995 permite a Su Majestad la Reina en Consejo o a un Secretario de Estado aprobar "cualquier color que consista el Pabellón Rojo desfigurada o modificada". Los partidarios citaron el ejemplo de los estados de Jersey, a quienes en 2010 se les permitió utilizar una insignia roja "voluntaria o informal", adornada con una corona Plantagenet. El movimiento culminó con una petición para que el gobierno escocés solicitara una orden judicial del gobierno del Reino Unido para reintroducir la bandera como una "bandera informal o voluntaria" para los buques mercantes escoceses. Mackenzie enfatizó que "la petición no pretendía reemplazar ni reemplazar al Pabellón Rojo británico". La petición recibió el apoyo del MSP Michael Russell y otros marineros mercantes y miembros de grupos comerciales de navegación. La petición obtuvo suficiente apoyo que pasó al gobierno escocés, quien recomendó al Sr. MacKenzie "plantear la cuestión al Secretario de Estado directamente o a través de su parlamentario".

### Gran Bretaña (1707-1800)
Tras la unión legislativa de Inglaterra y Escocia en 1707, la pequeña Marina Real Escocesa llegó a su fin como una fuerza separada, y los colores de la "Unión" (inventados a partir de la unión de las dos coronas cien años antes) se insertaron en todos los pabellones, naval y mercantil. Una Orden del Consejo de 21 de julio de 1707 estableció como banderas navales del estandarte real la Union Flag y "la enseña dirigida por Su Majestad desde dicha Unión de los dos Reinos", que por los dibujos de colores adjuntos a la orden se ve como el Pabellón Rojo. Los pabellones blanco y azul no se mencionan en esta Orden; Evidentemente, el Pabellón Rojo era la única que se consideraba el pabellón naval de Gran Bretaña y las demás como meras variaciones de ella con fines tácticos.
En 1707, los parlamentos de Inglaterra y Escocia aprobaron Actas de Unión que ratificaban el Tratado de Unión, que se había acordado el año anterior, uniendo así el Reino de Escocia con el Reino de Inglaterra (que incluía el Principado de Gales). en un nuevo estado con el nombre de "Reino de Gran Bretaña". Esto resultó en una nueva insignia roja que colocó la primera bandera de la Unión, incluido un saltire en el primer cuarto. El nuevo diseño del Red Ensign fue proclamado por la reina Ana (1665-1714, reinó entre 1702 y 1714), quien indicó que iba a ser utilizado tanto por la marina como por los barcos propiedad de "nuestros queridos súbditos".
La bandera fue ondeada por barcos de las Trece Colonias en América del Norte antes de la Revolución estadounidense. La modificación de la bandera se utilizó para expresar el descontento de los colonos antes y durante el estallido de la revolución. Esto se puede ver tanto en la bandera de Taunton como en la bandera de George Rex. También formó la base de la Grand Union Flag de 1775, que sirvió como la primera bandera nacional estadounidense, aunque se diferenciaba ligeramente del Pabellón Rojo primario en que tenía una Union Flag cuadrada en el cantón.

### Reino Unido (1800-presente)

Pabellón Rojo adoptado en 1800, actualmente en uso.

En 1801, con otra Acta de Unión, Irlanda se unió a Gran Bretaña para formar el Reino Unido de Gran Bretaña e Irlanda, lo que resultó en la adición de la actual Union Flag al cantón. La cruz de San Patricio se añadió a la Union Flag y, en consecuencia, a los primeros cuartos de los pabellones británicas.
La Ley de marina mercante de 1854 incluía una disposición específica según la cual el Pabellón Rojo era la bandera apropiada para un buque mercante británico. Esta disposición se repitió en sucesivas legislaciones marítimas británicas (es decir, 1889, 1894 (artículo 73) y 1995).
Hasta 1864, el Pabellón Rojo fue también el pabellón principal de la Marina Real y, como tal, la llevaban los barcos del Escuadrón Rojo de la marina, así como los buques de guerra que no estaban asignados a ningún escuadrón (es decir, los que navegaban). bajo mando independiente). El Pabellón Blanco y el Pabellón Azul también fueron utilizadas por la Marina Real.
Muchos en el Almirantazgo sintieron que el uso por parte de la Marina Real de los tres pabellones separadas (es decir, el rojo, el blanco y el azul) era obsoleto y confuso. Muchos también sintieron que los mercantes deberían distinguirse claramente de los buques de guerra. En julio de 1864, una orden en consejo dispuso que el Pabellón Blanco fuera el pabellón del Servicio Naval Real. El Pabellón Azul fue designado como el color nacional adecuado para los barcos comandados por un oficial de la Reserva Naval Real y (con una insignia apropiada) como color nacional para los barcos al servicio del gobierno. El Pabellón Rojo fue asignado a los mercantes británicos. Esta estructura básica permanece hoy.
Unos años más tarde (1867-1869), el Almirantazgo determinó que el Pabellón Azul cargada con un pabellón apropiado en el asta sería utilizada como pabellón por aquellos barcos en el servicio armado o público de las numerosas colonias británicas. La mayoría de las colonias británicas necesitaban utilizar el Pabellón Azul debido a que la mayoría tenía embarcaciones gubernamentales; algunas colonias, como Australia del Sur, tenían buques de guerra. Como resultado, el Pabellón Azul se utilizó en todo el Imperio y, por lo tanto, se convirtió en el modelo para las banderas utilizadas por varias colonias y antiguas colonias del Imperio británico. Al mismo tiempo, el Pabellón Rojo (que fue designada en 1864 como bandera para la marina mercante) fue utilizada por los mercantes de aquellas colonias o territorios que obtuvieron una autorización del Almirantazgo. Se emitieron órdenes, cronológicamente, a Borneo Septentrional británico (1882), África Oriental Británica (1890), Canadá (1892), Nueva Zelanda (1899), Colonia del Cabo (1902), Australia (1903), Somalia británica (1904), Unión Sudafricana (1910), Terranova (1918), Estados principescos indios (1921), Chipre (1922), Tanganica (1923), Samoa Occidental (1925) y Palestina (1927). Aquellas áreas, en particular incluida la India británica, que no tenían una orden del Almirantazgo utilizaron el Pabellón Rojo simple, aunque se utilizaron versiones locales no oficiales del Pabellón Rojo.
Desde 2005, los pabellones rojos cargados con el emblema local están disponibles para ser utilizadas por barcos registrados en varios de los registros componentes del Grupo Pabellón Rojo: Bermudas, Islas Vírgenes Británicas, Islas Caimán, Islas Malvinas, Gibraltar, Guernsey, Jersey y la Isla de Man.

## Banderas basadas en el Pabellón Rojo
Bermudas, única entre los territorios británicos de ultramar, utiliza el Pabellón Rojo como bandera terrestre y marítima. Al parecer, la bandera ha ondeado extraoficialmente desde que se concedió el escudo de Bermudas en 1910. No parece haber una adopción formal de la bandera de las Bermudas para su uso en tierra, aunque una circular del Ministerio de Relaciones Exteriores y de la Mancomunidad de Naciones de 1969 menciona su uso. El escudo blanco y verde tiene un león rojo sosteniendo un escudo con volutas que muestra el hundimiento del barco Sea Venture frente a las Bermudas en 1609. Es probable que el Pabellón Rojo haya sido elegida como bandera terrestre de las Bermudas debido a la influencia canadiense. (Durante la primera mitad del siglo XX, Canadá utilizó la bandera roja con el escudo canadiense como bandera terrestre no oficial). La legislación marítima de Bermudas de 2002 reconoce oficialmente la bandera como insignia para los barcos registrados en las Bermudas. Antes de 2002, los barcos de las Bermudas utilizaban a menudo la bandera de forma no oficial como insignia, como se refleja en la correspondencia del Almirantazgo que se remonta a la década de 1950. Los buques y servicios marítimos del gobierno (civil) de Bermudas utilizan el Pabellón Azul con el escudo, que ondea tanto desde los buques como desde las instalaciones costeras.